# Mario Kart World
Mario Kart World (kurz MK World; japanischer Originaltitel: マリオカートワールド, Mario Kāto Wārudo) ist ein Fun-Racer (Rennspiel) des japanischen Unternehmens Nintendo. Es erschien am 5. Juni 2025 als Launchtitel für die Nintendo Switch 2. 
Das Spiel ist der Nachfolger von Mario Kart 8 Deluxe und enthält erstmals in der Mario-Kart-Reihe Open-World-Elemente. Das Spiel wurde erstmals am 16. Januar 2025 in einem Trailer für die Nintendo Switch 2 gezeigt und am 2. April 2025 in einer Nintendo Direct offiziell vorgestellt. Es ist ein Launchtitel der Nintendo Switch 2, der auch als Bundle mit der Nintendo Switch 2-Konsole (Digitaler Code) zur Veröffentlichung vertrieben wird. Das Spiel wurde bis zum 30. Juni 2025 5,63 Millionen Mal verkauft, und ist somit das meistverkaufte Nintendo-Switch-2-Spiel.

## Ankündigung
Mario Kart World wurde erstmals am 16. Januar 2025 für wenige Sekunden in einem Trailer für die Nintendo Switch 2 gezeigt. Dadurch wurde auch bekannt, dass im neuen Mario-Kart-Ableger ein ähnlicher grafischer Stil wie aus Super Mario Bros. Wonder und dem Super Mario Bros Film verwendet wurde, beide 2023 veröffentlicht. In der Nintendo Direct vom 2. April 2025 wurde das Spiel dann ausführlicher vorgestellt, der Name wurde bekanntgegeben und der erste Trailer wurde gezeigt. Das Spiel wird in der digitalen Edition 79,99 Euro kosten und in der physischen Edition 89,99 Euro. Der Preis stieß bei den Fans auf Unmut. In einem offiziellen Livestream von Nintendo zu dem Spiel schrieben einige Fans kritische Kommentare zu dem Preis in den Livechat. Am 17. April 2025 gab es eine weitere Nintendo Direct zu Mario Kart World.

## Gameplay
Mario Kart World ist ein Go Kart-Rennspiel. Wie auch in den vorherigen Spielen der Serie fahren Charaktere aus der Mario-Reihe in diversen Spielmodi gegeneinander um den ersten Platz. Das Spiel beinhaltet über 40 Charaktere aus verschiedensten Spielreihen von Nintendo. Viele der Charaktere lassen sich auch mit alternativen freischaltbaren Kostümen umgestalten. Die Rennen werden nun mit 24 Spielern (Vorgänger 12) gespielt. Die Spielwelt und Rennstrecken sind nun auf einer gesamten Karte miteinander verbunden und nicht mehr durch Wände begrenzt was eine freie erkundbare und befahrbare Welt ermöglicht. Das neue Spielprinzip erinnert teilweise an die Open-World-Rennspiele Forza Horizon und The Crew 2. In der Open-World können Spieler entweder die Spielewelt erkunden oder sogenannte P-Switches aktivieren, um kleine Open-World Missionen wie „Gelange in ? Sekunden ins Ziel“ oder „Fange alle Kühe in ? Sekunden“ absolvieren zu können. Außerdem kann man auch die Welt nach Gegenständen wie Fragezeichen-Platten oder Peach Coins absuchen, wobei es notwendig ist, diese und weitere Aufträge zu erledigen, um vollen Prozentsatz der Errungenschaften des Spiels erreichen zu können. Ebenfalls bietet der neue K.o.-Modus einen weiteren kompetitiven Aspekt, wo nach mehreren Checkpoints die vier letztplatzierten Fahrer nacheinander ausscheiden, bis die letzten 4 um das Finale kämpfen. Weitere Features sind Bootrennen, Grind Rails und Wandsprünge. Die Anti-Gravity-Funktionen aus Mario Kart 8 sowie das Unterwasserfahren und die Gleiter aus Mario Kart 7 und 8 wurden nicht mehr weiter übernommen.
In einem offiziellen Gameplay wurde der Pilz-Cup gezeigt. In diesem werden auf der ersten Strecke wie gewohnt zwar drei Runden gefahren, doch auf den verbliebenen drei Strecken müssen die Fahrer erst von der vorherigen Strecke hin zur nächsten fahren, was zwei Abschnitte ausmacht; danach fahren sie lediglich eine Runde auf der eigentlichen Strecke (bzw. die letzte Strecke besteht ausschließlich aus Abschnitten). In einem weiteren Gameplayausschnitt wurde der Stern-Cup gezeigt, bei dem es ebenfalls die genannte Mechanik gibt. Darüber hinaus gibt es lediglich auf der jeweils ersten Strecke einen traditionellen stehenden, danach einen fliegenden Start.
Des Weiteren hat Mario Kart World anders als die vorherigen Ableger der Mario-Kart-Reihe cartoonartige Grafiken und Texturen. Beispielsweise besitzt eine Bombe beim Explodieren explosionsartige Effekte („Boom“) wie in Comics.

## Rezeption
Mario Kart World hat international gute bis sehr gute Wertungen erhalten. Die Rezensionsdatenbank Metacritic aggregiert beispielsweise 129 Rezensionen zu einem Gesamtwert von 86.
Die Fachpresse lobt die einfache Spielbarkeit sowie die Variation an Strecken sowie spielbaren Charakteren. Kritikpunkte sind die Entfernung der 200-ccm-Klasse, welche in vergangenen Teilen der Mario-Kart-Reihe der höchste Schwierigkeitsgrad war, und damit die Reduktion auf drei Schwierigkeitsgrade sowie die limitierten Features der Open World.

„Mario Kart gehört für gewöhnlich zu den Must-Haves auf einer Nintendo-Konsole und das ist mit Mario Kart World und der Nintendo Switch 2 nicht anders. Nach elf Jahren hat Nintendo endlich wieder einen neuen Hauptableger rausgebracht und der hat es in sich. Neue Items und Mechaniken bringen weitere Facetten ins Fun-Racer-Gameplay und die verbundene Spielwelt ändert, wie man mit den Strecken und ihrer Umgebung umgeht.“

### Verkaufszahlen
Mario Kart World wurde bis Ende Juni 2025 insgesamt 5,63 Millionen Mal verkauft.

## Kontroversen
Im Online Multiplayer hatte Nintendo mit der Version 1.1.2 die Chancen auf eine beliebte klassische Runde ohne Zwischenstrecke (englisch: Intermission) bei der Zufallsauswahl deutlich reduziert. Diese Version löste deshalb in der Nintendo-Community Empörung aus. Mit der Version 1.2 wurde die Chance wieder erhöht.